# KV17
KV17 (Kings’ Valley 17) è la sigla che identifica una delle tombe della Valle dei Re in Egitto; era la tomba del faraone Seti I (XIX dinastia) padre di Ramses II.

## Storia

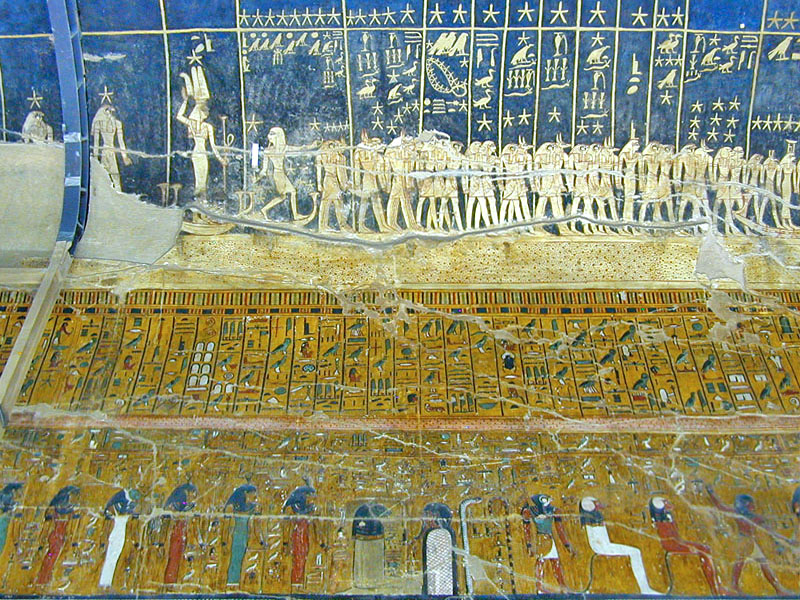
Particolare di una parete e del soffitto astronomico

Scoperta, scavo e primi lavori di restauro, nel 1817 da parte di Giovanni Battista Belzoni (da cui il nome di Tomba Belzoni con cui è anche conosciuta), per conto di Henry Salt. I primi disegni dei rilievi della tomba vennero eseguiti, nel 1818, da Alessandro Ricci che aveva collaborato con Belzoni nei primi lavori di svuotamento. Non essendo ancora stati decifrati i geroglifici (la pubblicazione dei risultati di Champollion risale al 1822), Belzoni originariamente attribuì la tomba a un ipotetico re Psammuthis.
Nel 1825 James Burton vi eseguì lavori di conservazione e nel 1828-1829 fu sottoposta a rilievi epigrafici a cura della spedizione franco-toscana di Ippolito Rosellini. Nuovi scavi e lavori di conservazione e restauro nel 1902-1903 a cura di Howard Carter; ancora opere di consolidamento e conservazione nel 1913 da parte di Alexandre Barsanti. Rilievi fotografici nel 1921-1928 a cura di Harry Burton.
Mappatura e rilevazione nel 1979 nell’ambito del Theban Mapping Project e rilievi epigrafici nel 1991 di Erik Hornung. Dal 1996 al 2000 sottoposta a lavori di conservazione e restauro a cura dell’American Research Center in Egypt (ARCE).
Negli anni successivi alla scoperta numerose furono le inondazioni della KV17 e ciò anche, e specialmente, a causa del riempimento del pozzo verticale, posto quasi all’inizio della tomba, apportato da Belzoni per facilitare l’ingresso e i lavori all’interno della tomba. A nulla valse il muro pure eretto da Belzoni per evitare ulteriori infiltrazioni. Come risultato dell’espansione delle rocce, dovuta all’escursione termica, si causarono nelle pareti crolli dell’intonaco dipinto.
Ulteriori danni vennero causati alle decorazioni parietali da spugnature umide eseguite da Belzoni, da Wilkinson ed altri visitatori, nel tentativo di ravvivare e pulire i colori, nonché dall’uso di torce e candele usate dai primi visitatori. I danni vennero inoltre accentuati da interventi anche di ricercatori
Alcuni malintenzionati, inoltre, cercarono eventuali camere nascoste al di sotto degli intonaci, o tentarono di strappare ulteriormente gli affreschi. Per tutta questa serie di ragioni, i dipinti parietali sono anche andati mano a mano sbiadendo e la tomba è, oggi, chiusa al pubblico per evitare, inoltre, che il vapore acqueo causato dalle respirazione dei molti turisti possa ulteriormente danneggiare i dipinti.
La tomba è anche nota anche come Tomba di Api a causa del ritrovamento, in uno dei locali, della mummia di un toro.
Nel 1825 James Burton eresse un nuovo muro a protezione dell’ingresso da inondazioni, svuotò il pozzo verticale e applicò una robusta porta all’ingresso della tomba; grazie a tali accorgimenti, KV17 non fu più soggetta ad inondazioni e si limitarono ulteriori danni.
Notevoli furono i lavori di consolidamento e restauro svolti da Carter nel 1902-1903 (specie nella camera funeraria) anche nel tentativo, non andato a buon fine, di sanare le crepe nel frattempo apertesi nelle pareti .

## Architettura

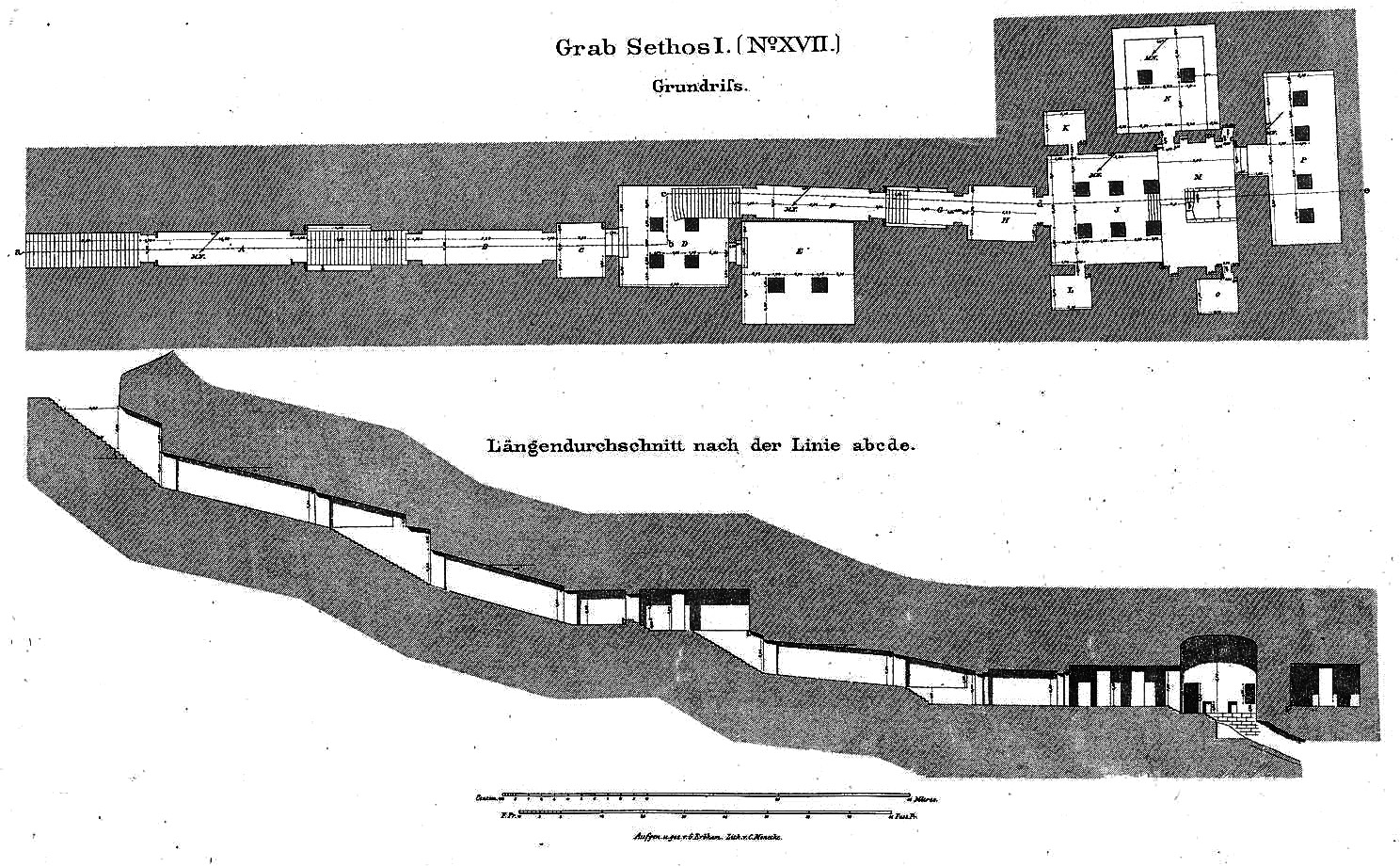
schema della tomba in un disegno di Karl Richard Lepsius

KV17 è una delle tombe più lunghe della Valle dei Re con i suoi oltre 130 m e presenta una planimetria alquanto complessa (le lettere relative ai vari corridoi e locali fanno riferimento alla planimetria schematica sotto riportata).
L’andamento generale rispetta quello delle tombe della XIX dinastia: una breve scala d’ingresso porta ad un pianerottolo  da cui si diparte una scala (a) che termina in un corridoio in forte pendenza (b) che termina in una seconda scala, cui segue un altro corridoio (c), pure in pendenza, alla fine del quale si apre un pozzo verticale (d) profondo circa 6 m.
Oltre il pozzo si apre una camera (e) con quattro pilastri (m. 8 x 8 circa) che dà accesso, sulla destra, a una seconda camera (f) con due pilastri (dimensioni analoghe alla precedente); a sinistra, si apre una scala (g) che porta ad un corridoio in pendenza al fondo del quale, dopo una breve scala (h), si apre un’anticamera (i) e la camera funeraria (j) su due livelli, con il soffitto a volta sorretto da sei pilastri.
Lateralmente a questa un’altra camera con due pilastri (m) e posteriormente, un’altra camera con quattro pilastri (n) in linea disposta ortogonalmente rispetto all’asse principale della tomba.
Dalla camera funeraria, in posizione quasi centrale, uno scavo, non rifinito, porta a una scala (male intagliata nella roccia) che prosegue in un profondo budello (o) che si insinua nelle profondità della Valle fino ad oltre 130 m. di profondità (solo nel 2007 sono stati eseguiti, con esito negativo, lavori di sgombero di tale tunnel per verificare se costituisse un collegamento a ulteriori locali); il tunnel, per uno sviluppo di quasi 150 m., si interrompe infatti bruscamente.
Di Seti I si conosce anche una seconda sepoltura ad Abido, città consacrata al dio Osiride. Si tratta di un cenotafio con struttura che ricorda la KV17; al suo interno un falso sarcofago posizionato su una sorta di isola circondata da acqua proveniente dal sottosuolo che associa la sepoltura reale al mito di Osiride ed alle forze primeve della creazione. Proprio tale installazione ad Abido ha fatto ipotizzare che il tunnel della KV17 fosse un tentativo di intercettare, anche in questo caso, acqua dal sottosuolo.

## Decorazioni

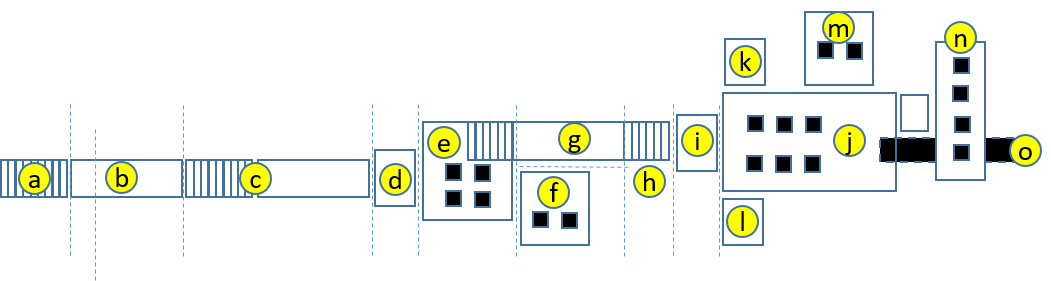
Planimetria schematica della tomba KV17 della Valle dei Re

Nota anche come Cappella Sistina egizia per la qualità, nonostante i danni patiti, e la quantità dei dipinti parietali, KV17 è l’unica tomba della Valle in cui tutte le pareti, dei corridoi e delle camere, sono ricoperte di decorazioni e che presenta il panorama completo dei testi religiosi connessi al culto dei defunti.
Inusuale è anche la disposizione delle decorazioni (le lettere che indicano gli ambienti fanno riferimento alla planimetria schematica accanto riportata): per la prima volta le Litanie di Ra, unite a capitoli dell'Amduat, appaiono sulle pareti dell’ingresso (a) e del primo corridoio (b) e non solo nella camera funeraria. Nel secondo corridoio (c) proseguono testi delle Litanie e dell'Amduat. Il pozzo (d), come in altre tombe, presenta dipinti parietali del re Seti I in presenza di alcune divinità.
Nella prima camera con quattro pilastri (e), subito oltre il pozzo, sono rappresentati capitoli del Libro delle Porte e si trova una cappella dedicata ad Osiride. Su una parete la descrizione della Quinta ora del Libro delle Porte in cui in lunghissimo serpente attraversa personaggi rivestiti di bianco identificabili come mummie resuscitate; su un’altra la barca di Ra nella sua navigazione notturna.
La camera a due pilastri annessa alla precedente (f), venne denominata da Belzoni Sala dei disegni poiché le pareti sono ricoperte da disegni, relativi ancora all’Amduat, non portati a compimento. Sono rappresentate le ore Nona, Decima e Undicesima dell’Amduat ed il re Seti I in presenza di Ra-Horakhti.
Nel terzo corridoio (g), che dalla camera a quattro pilastri porta verso la camera funeraria, sono rappresentate scene della Cerimonia di apertura della bocca e degli occhi; scene che proseguono nel passaggio successivo (h). L'anticamera (i) è decorata con scene di divinità.
Nella camera funeraria (j), il soffitto a volta, di un blu intenso, è decorato con la riproduzione del cielo, degli astri e delle maggiori costellazioni. È questa, peraltro, l’unica decorazione della tomba non realizzata in bassorilievo. Alle pareti, capitoli del Libro delle Porte e dell’Amduat, nonché varie rappresentazioni di divinità tra cui: Nefti, tra i cartigli reali, che distende le sue ali a protezione del defunto; raffigurazioni relative alla Seconda e Terza ora del libro dell’Amduat che descrivono il viaggio della barca solare nel mondo dell’aldilà; la barca di Ra nel suo percorso notturno nel mondo sotterraneo; Anubi che effettua la cerimonia di apertura della bocca alla presenza di Osiride.
Nel piccolo annesso laterale (k) la Quarta ora del Libro delle Porte in cui geni minori alimentano il fuoco dei pozzi ardenti nel quale saranno precipitati i dannati che non supereranno il giudizio degli dèi.

## Ritrovamenti
All’atto della scoperta, nel 1817, all’interno della camera funeraria si trovava un sarcofago antropomorfo ricavato da un blocco unico di alabastro  le cui pareti erano finemente incise con passi del Libro delle Porte, con inserti blu. Lo spessore delle pareti non supera i 5 cm e il sarcofago è traslucente.
Rimosso per ordine di Henry Salt, venne trasferito a Londra ed offerto al British Museum, che lo rifiutò, per 2000 sterline. Lo stesso manufatto venne acquistato nel 1824 da Sir John Soane che lo destinò alla sua collezione privata, oggi confluita nel Sir John Soane's Museum di Londra.
Il coperchio del sarcofago rinvenuto da Belzoni nei pressi dell’ingresso, dello spessore di circa 30 cm, era stato spezzato in antico durante i saccheggi cui la tomba era stata soggetta. Sulla superficie esterna la figura del re; su quella interna, la dea Nut circondata da formule tratte dal Libro delle Porte.
In un angolo della camera annessa alla funeraria (n) venne inoltre rinvenuta la mummia di un toro (da cui la denominazione assegnata da Belzoni di Tomba di Api), nonché ushabty, statue in legno alte circa 1 m, nonché frammenti di altre suppellettili in legno. Molti di tali reperti vennero poi rinvenuti nel 1825 da James Burton nei pressi dell’entrata della tomba, tra cui materiale scrittorio, un consistente numero di frammenti di giare forse contenenti materiali usati a suo tempo per l’imbalsamazione, e i frammenti di vasi canopi con interno circolare, oggi al  Sir John Soane's Museum di Londra.

## La mummia del re
La mummia di Seti I, ben conservata, venne rinvenuta nel deposito (cache) DB320 di Deir el-Bahari, dove era stata traslata, all’interno di un sarcofago in legno che recava l’indicazione di un non meglio precisato anno sesto, da Herihor, Primo Profeta di Amon durante la XX dinastia. Il corpo era poi stato ulteriormente restaurato tra l’anno decimo e quindicesimo del faraone Smendes I per essere nuovamente ri-bendato nell’anno settimo di Psusennes I, a cura del Primo Profeta di Amon Menkheperra.
Un'ulteriore indicazione riportata sul sarcofago in legno indicava che la mummia era stata rimossa dalla KV17 nell’anno decimo di Siamon, unitamente ai corpi di Ramses I e Ramses II, per essere sepolta temporaneamente nella tomba della regina Inhapi (WN A di Deir el-Bahari). Da qui, nell’anno undicesimo di Sheshonq I (XXII dinastia) era stata trasferita nella DB320.
Il corpo era avvolto in un sudario di colore giallo con accanto le bende originali che erano state danneggiate dei ladri alla ricerca di gioielli ed amuleti. La testa era staccata dal corpo, e lo sterno sfondato.

## Galleria d'immagini

Hathor accoglie Seti I, Museo del Louvre (parte distaccata da Champollion)
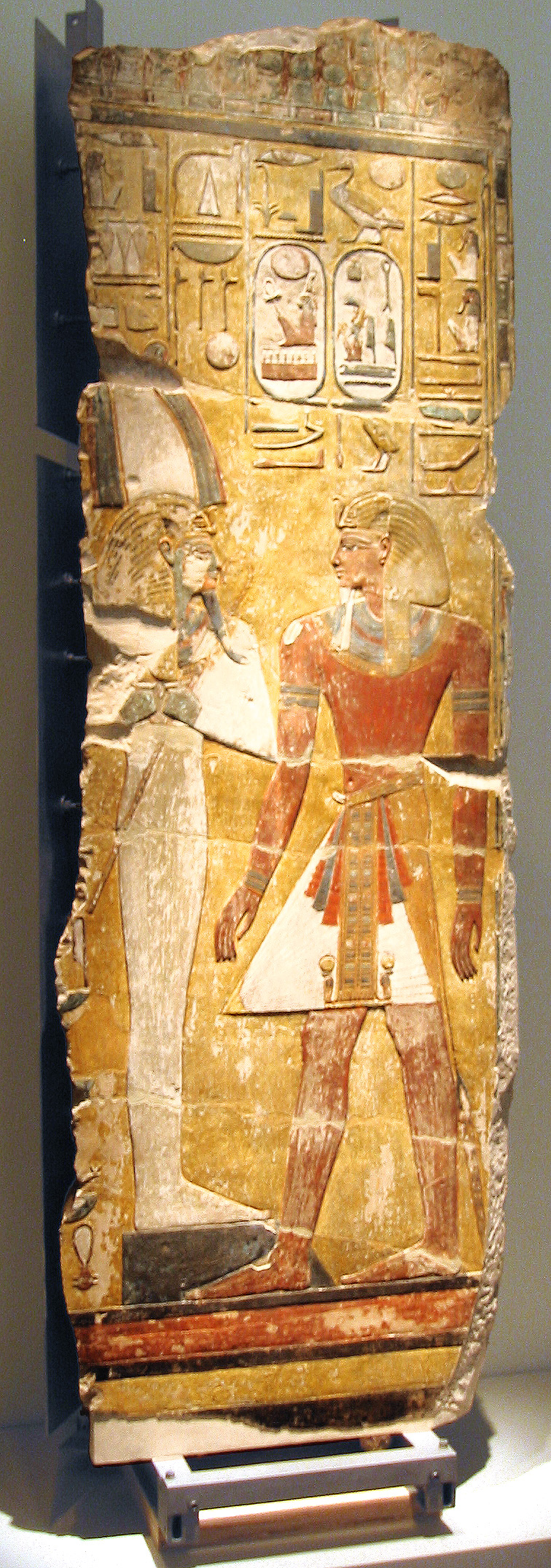
Seti I dinanzi ad Osiride, frammento di colonna.
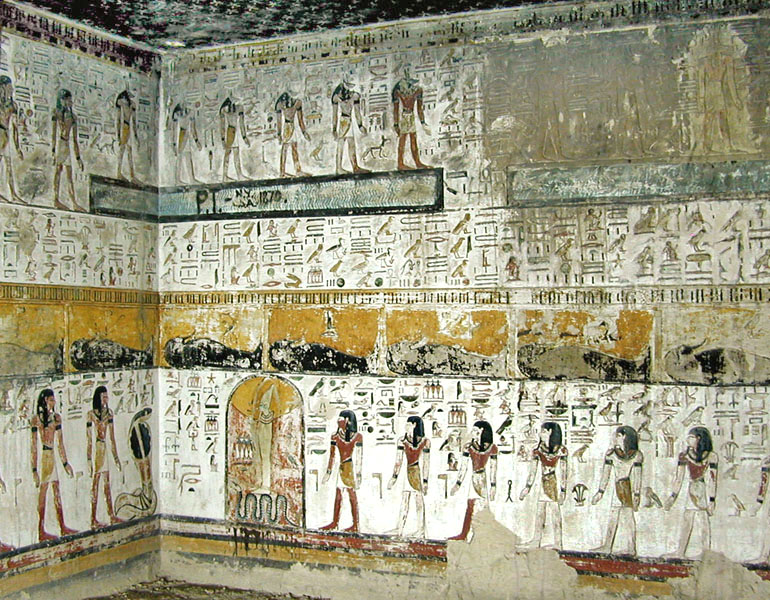
Camera
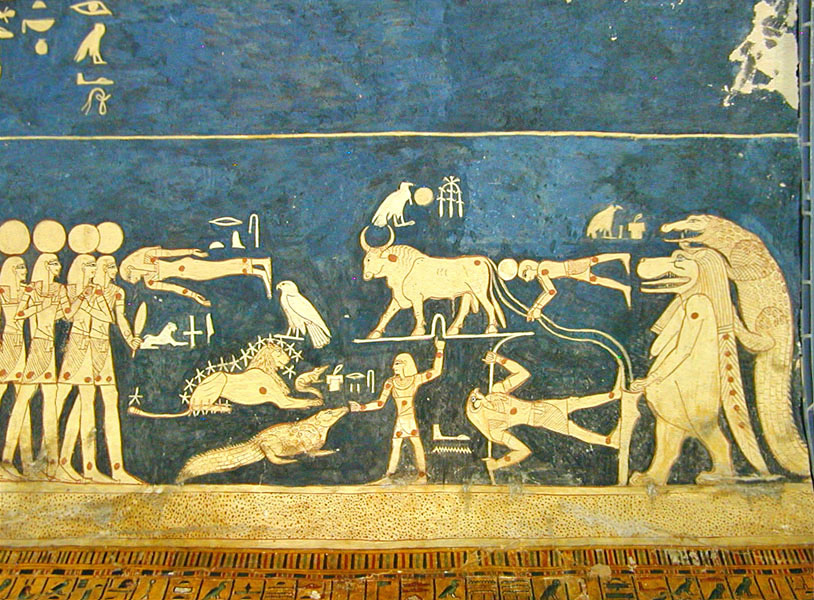
Una parte del soffitto astronomico
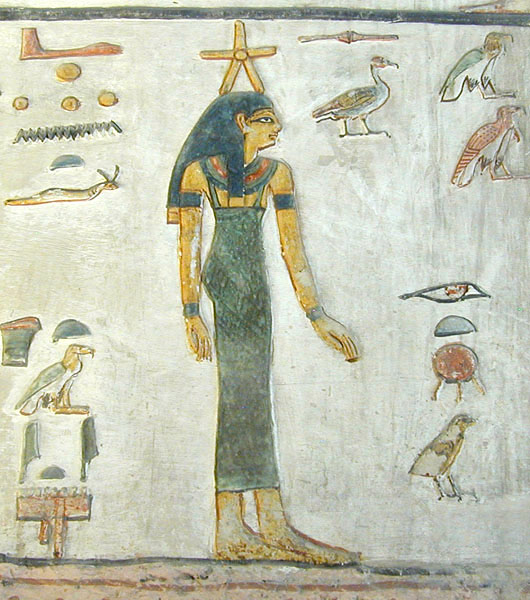
Particolare di Sopedet, dea della costellazione di Sirio.
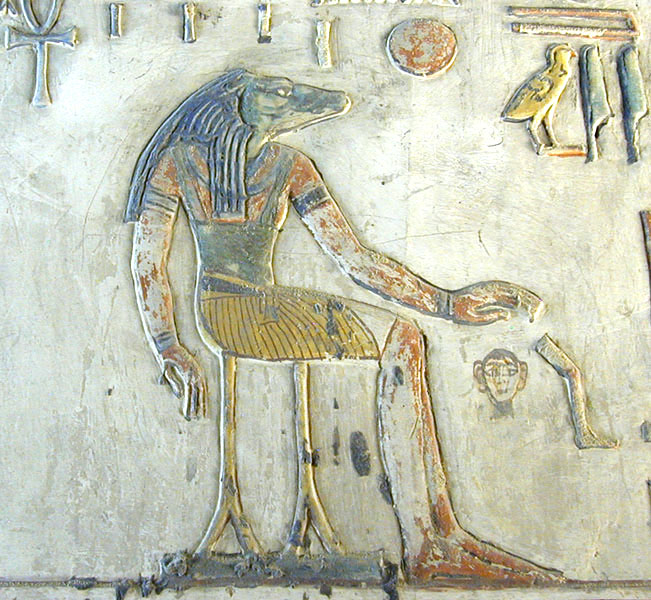
Raffigurazione di Imiduat, divinità minore residente in una caverna dell'Oltretomba.
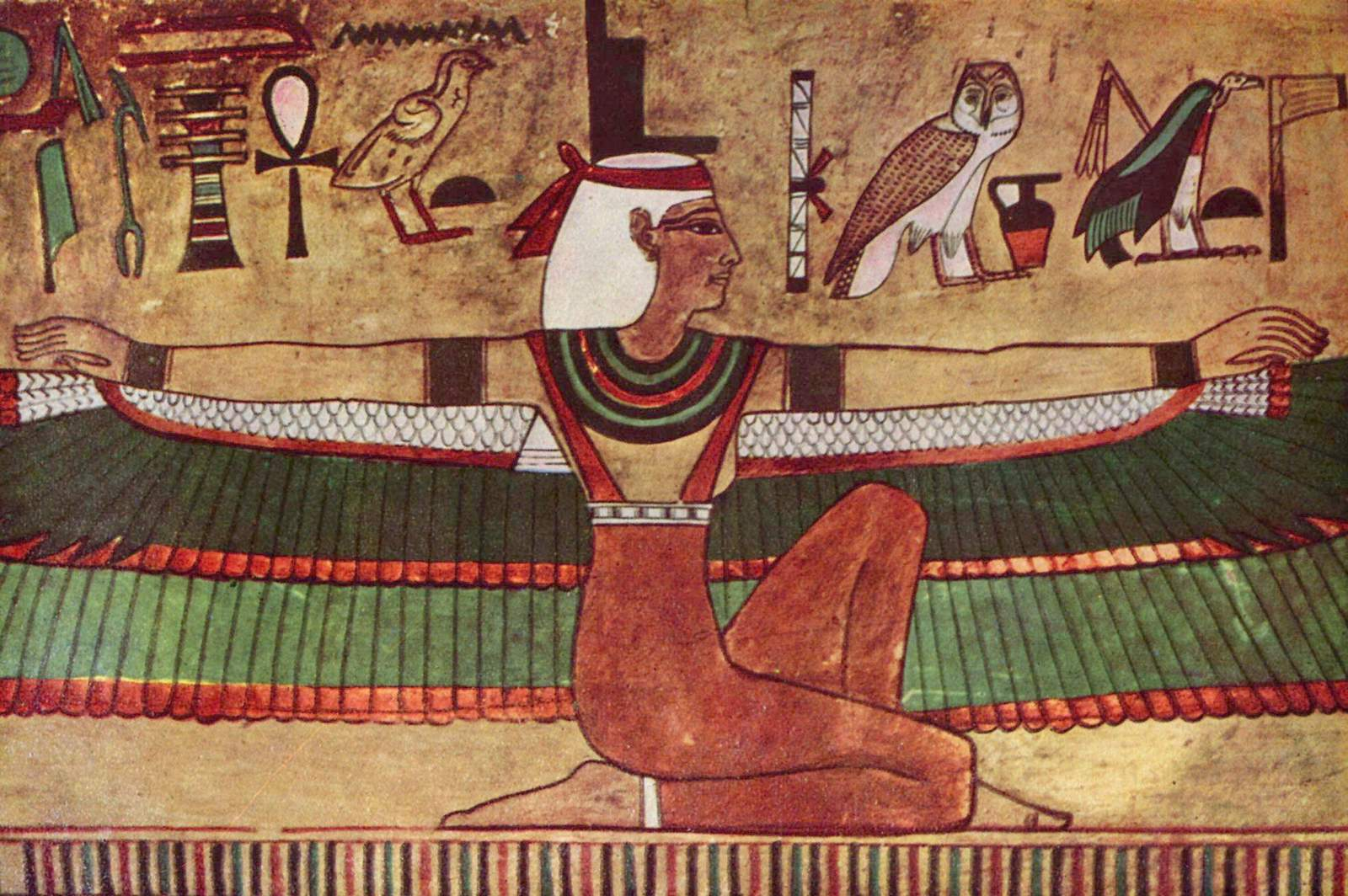
Particolare della dea Iside che allarga le ali a proteggere il re defunto.
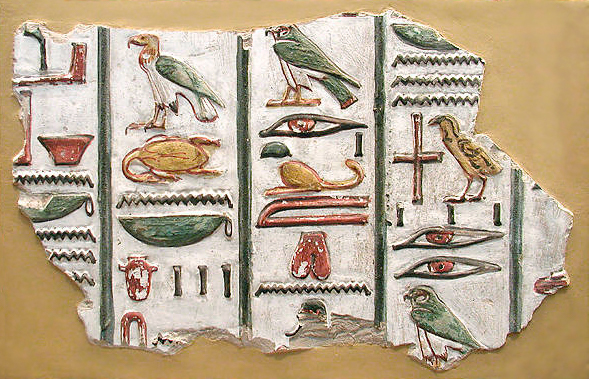
Geroglifici

### Annotazioni
1. ↑  Le tombe vennero classificate nel 1827, dalla numero 1 alla 22, da John Gardner Wilkinson in ordine geografico. Dalla numero 23 la numerazione segue l’ordine di scoperta.
2. ↑  Un faraone di tal nome è effettivamente esistito nella XXIX dinastia, ma non è nota la motivazione per cui Belzoni ritenne di assegnare KVF17 a tale sovrano.
3. ↑  Jean-François Champollion, durante la missione franco-toscana del 1828-1829 asportò una porzione di muro pari a m. 2,26 x 1,05 (oggi al Museo del Louvre a Parigi). Analoga asportazione venne eseguita da Ippolito Rosellini (oggi al Museo archeologico nazionale di Firenze) e, nel 1845, ulteriori parti delle decorazioni furono asportate da una missione tedesca (oggi al Ägyptisches Museum und Papyrussammlung di Berlino).
4. ↑  Il fatto che tali pozzi fossero decorati al loro interno (vedi anche KV43 o KV57) ha fatto ipotizzare che si trattasse di tentativi per sviare l’attenzione di eventuali ladri che avrebbero potuto interpretare quello come vera e propria tomba e non proseguire nelle loro ricerche. Non escludendo tale utilizzo, sotto l’aspetto più pratico, tali pozzi avevano il compito di proteggere le parti più profonde dalle inondazioni costituendo, cioè, un vero serbatoio di accumulo delle acque piovane. Quale fosse l’effettiva utilità di tali pozzi si dimostrò proprio in questa tomba con il riempimento causato da Belzoni per poter più agevolmente svolgere i lavori di scavo e rilevazione.
5. ↑  Un’analoga tipologia di decorazioni si trova anche nella KV57 di Horemheb, ma mentre in quel caso si propende per una volontarietà dell’incompiuto, in questo caso è più avvalorata l’ipotesi di un lavoro effettivamente non terminato.

### Fonti
1. ↑  Theban Mapping Project:KV17|
2. ↑  360° Photosphere visita virtuale alla tomba di Seti I
3. ↑  https://ilfattostorico.com/2010/06/30/raggiunta-la-fine-del-tunnel-della-tomba-di-seti-i/
4. ↑  Nicholas Reeves e Richard Wilkinson, The complete valley of the Kings, New York, Thames & Hudson, 2000, p. 139.
5. ↑  Le indicazioni della presente Sezione  fanno riferimento alla planimetria schematica di KV17.
6. 1 2  Reeves e Wilkinson (2000), p. 137.
7. ↑   Sarcophagus of King Seti (or Sety) I, su collections.soane.org.
8. ↑  Reeves e Wilkinson (2000), p. 138.
9. ↑  Reeves e Wilkinson (2000), p. 197.